# Echiniscus robertsi
Echiniscus robertsi är en djurart som tillhör fylumet trögkrypare, och som beskrevs av Schuster och Albert A. Grigarick 1965. Echiniscus robertsi ingår i släktet Echiniscus och familjen Echiniscidae. Inga underarter finns listade i Catalogue of Life.